# Aref al-Dajani
Pour les articles homonymes, voir Dajani.
Aref al-Dajani, (en arabe: عارف الدجاني), né en 1856 à Jérusalem et mort le 14 avril 1930, est une personnalité politique palestinienne et maire de Jérusalem de 1917 à 1918.

## Biographie
Le 11 décembre 1917, après la prise de Jérusalem par les troupes anglaises commandées par le général Edmund Allenby et la défaite ottomane, le maire de Jérusalem, Hussein al-Husseini signa un décret de reddition et plaça l'administration municipale de sa ville sous l'autorité du mandat britannique sur la Palestine. Le général Allenby instaura la loi martiale et reçut les clefs de la ville des mains de Hussein al-Husseini
Hussein al-Husseini laissa la place à son successeur, Aref al-Dajani, qui assuma cette charge pendant une année avant d'être remplacé par Moussa Qazem al-Husseini, frère de Hussein al-Husseini.
Après avoir laissé sa place de maire de Jérusalem à son successeur, Aref al-Dajani participa à la fédération des diverses associations islamo-chrétiennes palestiniennes, dont il devint le président. Il organisa, avec l'historien et éducateur Mohammed Izzat Darwaza, le premier congrès arabe de Palestine qui se déroula à Jérusalem entre le 27 janvier et le 10 février 1919. Ce premier congrès envoya un message officiel à la Conférence de paix de Paris (1919-1920), demandant à celle-ci de renoncer à la déclaration de Balfour et de protéger les frontières de la Palestine de toute influences étrangères et de permettre à la Palestine de tisser des liens avec des gouvernements arabes indépendants à la suite du démantèlement de l'Empire ottoman. Le congrès s'opposa avec force à la politique migratoire du Sionisme.
En septembre 1920, Aref al-Dajani est devenu vice-président d'un comité de notables palestiniens établi par le mouvement pan-islamique. Dans son discours d'ouverture, il a lu des lettres reçues de la Turquie et de l'Inde, et a appelé les musulmans palestiniens à rejoindre les idéaux pan-islamiques.
Après les émeutes de 1921 en Palestine mandataire, Aref al-Dajani fit partie de la commission d'enquête Haycraft qui interrogea les témoins de ces émeutes palestiniennes qui embrasèrent la Palestine.
En 1922, Aref al-Dajani fut co-directeur du comité exécutif arabe de Palestine avec le maire de Jérusalem Raghib al-Nashashibi.